# Rank and File
Rank and File (в переводе с англ. — «обыкновенный люд») — американская кантри-панк-рок-группа, созданная в 1981 году братьями Чипом и Тони Кинманами после распада их предыдущей панк-группы The Dils. Основным ориентиром группы стала, наметевшаяся ещё перед распадом Dils тяга братьев к коренному року (roots rock).
Вокал Кинманов был отличительной особенностью группы; они не пели в традиционной гармонии, как The Everly Brothers, а пели синхронно на октаву выше и ниже. Также они написали превалирующее большинство песен группы, в которых пытались отойти от общепризнанных клише. В своём углублении музыку кантри и отходе от панк-рока, с которого они начинали, им удалось пробиться в эпизод программы Austin City Limits, транслируемой по PBS. Также, первый состав группы включал бывшего гитариста сан-францисской панк-группы The Nuns Алехандро Эсковедо и барабанщика Слима Эванса. В таком составе и был записан дебютный альбом, получивший название Sundown и выпущенный лос-анджелесским лейблом Slash Records.
После записи альбома, Эсковедо и Эванс покинули группу. Второй альбом Long Gone Dead, выпущенный в 1984 году, был записан при помощи гитариста Джеффа Росса и барабанщика Стэна Линча. Альбом характеризовался более разнообразным звучанием, благодаря добавлению скрипки и банджо. Линч тоже пробыл в группе не долго, и во время записи третьего альбома Rank and File, его место занял Боб Кар. На альбоме, выпущенном в 1987 году на лейбле Rhino Records, появились клавишные. В том же году группа была распущена.

## После распада
Следующим проектом братьев стал Blackird, музыкальной составляющей которого были гитара + драм-машина, в 1994 году они его забросили. В конце 90-х они вновь вернулись к кантри в проекте Cowboy Nation. В 2000-х Чип образовал группу Chip Kinman and PCH, а Тони участвовал в составе Los Trendy.
В 2018-м братья вновь объединились в рамках работы над дебютным альбомом новой группы Чипа Ford Madox Ford  (Чип Кинман - гитара, вокал; Мэтт Литтелл - бас-гитара, С. Скотт Агейро - ударные, Дьюи Пик - лид-гитара). Он получил название This American Blues и вышел на лейбле Porterhouse Records,Тони Кинман был продюсером альбома.
Алехандро Эсковедо основал вместе со своим братом Хавьером группу True Believers, перед тем как начать сольную карьеру.
Тони Кинман скончался 4 мая 2018 года.

## Дискография
- Sundown (1982) US #165
- Long Gone Dead (1984)
- Rank and File (1987)

## Состав
- Чип Кинман − гитара, вокал
- Тони Кинман − бас-гитара, вокал
- Алехандро Эсковедо − гитара, вокал
- Слим Эванс − ударные
- Стэн Линч − ударные, перкуссия
- Боб Кар − ударные
- Джефф Росс − гитара